# Сіріл Ган
Сіріл Ган (фр. Ciryl Gane; нар. 12 квітня 1990 року) — французький боєць змішаного стилю, представник важкої вагової категорії. Виступає на професійному рівні починаючи з 2018 року, відомий за участю у турнірах бійцівської організації UFC. Тимчасовий чемпіон UFC у важкій вазі. Займає п'ятнадцятий рядок офіційного рейтингу UFC серед найкращих бійців незалежно від вагової категорії(англ. pound-for-pound).

## Біографія
Сіріл Ган народився 12 квітня 1990 року на заході Франції в місті Ла-Рош-сюр-Йон.
Тренований Фернандом Лопесом, Сіріл Ган дебютував у професійному ММА у 2018 році. Спочатку він уклав контракт із канадським промоушеном ММА TKO, де його перший бій був за вакантний титул чемпіона TKO у важкій вазі проти Боббі Саллівана. Він завоював титул чемпіона у першому раунді за допомогою удушення. Через місяць він провів захист титулу проти Адама Дейчки, вигравши бій у другому раунді технічним нокаутом. Його третій бій у TKO та другий захист титулу були проти Роджерса Соузи, якого він здолав у першому раунді за допомогою технічного нокауту.

### Ultimate Fighting Championship
Сиріл Ган дебютував 10 серпня 2019 року на UFC Fight Night: Shevchenko vs. Carmouche 2 проти Рафаеля Пессоа. Ган виграв бій за допомогою удушення трикутником наприкінці першого раунду.
Сіріл зіткнувся з Доном Тел Мейєсом 26 жовтня 2019 року на турнірі UFC Fight Night: Maia vs. Askren, здобувши перемогу скручуванням п'яти в третьому раунді, заробивши йому премію за виступ вечора.
Наступним суперником Сиріла став Танер Бозер. 21 грудня 2019 року на турнірі UFC Fight Night: Edgar vs. Korean Zombie. Він виграв бій одноголосним рішенням суддів.
Сиріл Ган зустрівся з Жуніором дус Сантусом 12 грудня 2020 на UFC 256. Він виграв бій технічним нокаутом у другому раунді.
Сіріл Ган зустрівся з Жаірзіньо Розенстрайком у головному бою вечора, на турнірі UFC Fight Night: Розенстрайк vs. Ган. Він виграв бій одноголосним рішенням суддів.
Після перемоги над Олександром Волковим, Сіріл Ган зустрівся з Дерріком Льюїсом у головному бою вечора, на турнірі UFC 265, на кону якого стояв тимчасовий титул чемпіона UFC у важкій вазі. Він виграв технічним нокаутом у третьому раунді.

## Чемпіонства та досягнення

### Муай тай
- Académie Française de Muay Thaï
  - Чемпіон AFMT у важкій вазі (один раз)
    - Один успішний захист титулу

### Змішані єдиноборства
- Ultimate Fighting Championship
  - Виступ вечора (Два рази) vs. Дон Тел Мейс[3], vs Деррік Льюїс.
  - Тимчасовий чемпіон UFC у важкій вазі.
- TKO
  - Чемпіон TKO у важкій вазі (Один раз)
    - Дві успішні захисту титулу[4]

## Статистика у професійному ММА
| Професійна кар'єра бійця |            |           |
| Боїв 14                  | Перемог 12 | Поразок 2 |
| Нокаут                   | 6          | 0         |
| Здача                    | 3          | 1         |
| Рішення суддів           | 3          | 1         |

| Результат | Рекорд | Суперник              | Спосіб                         | Турнір                                    | Дата            | Раунд | Час  | Місце                 | Примітки                                                              |
| --------- | ------ | --------------------- | ------------------------------ | ----------------------------------------- | --------------- | ----- | ---- | --------------------- | --------------------------------------------------------------------- |
| Перемога  | 12-2   | Сергій Співак         | Технічний нокаут (удари)       | UFC Fight Night: Gane vs. Spivac          | 2 вересня 2023  | 2     | 3:44 | Франція, Париж        | Виступ вечора.                                                        |
| Поразка   | 11-2   | Джон Джонс            | Підкорення (удушення руками)   | UFC 285                                   | 4 березня 2023  | 1     | 2:04 | США, Лас-Вегас        | За вакантний титул чемпіона UFC у важкій вазі.                        |
| Перемога  | 11-1   | Тай Туіваса           | Нокаут (удари)                 | UFC Fight Night: Gane vs. Tuivasa         | 3 вересня 2022  | 3     | 4:23 | Франція, Париж        | Бій вечора.                                                           |
| Поразка   | 10-1   | Франсіс Нганну        | Рішенням (одностайним)         | UFC 270                                   | 22 січня 2022   | 5     | 5:00 | США, Анагайм          | За титул чемпіона UFC у важкій вазі.                                  |
| Перемога  | 10-0   | Деррік Льюїс          | Технічний нокаут (удари)       | UFC 265                                   | 8 серпня 2021   | 3     | 4:11 | США, Хьюстон          | Завоював титул тимчасового чемпіона UFC у важкій вазі. Виступ вечора. |
| Перемога  | 9-0    | Олександр Волков      | Рішенням (одностайним)         | UFC Fight Night: Ган vs. Волков           | 26 червня 2021  | 5     | 5:00 | США, Лас-Вегас        |                                                                       |
| Перемога  | 8-0    | Жаірзіньо Розенстрайк | Рішенням (одностайним)         | UFC Fight Night: Розенстрайк vs. Ган      | 27 лютого 2021  | 5     | 5:00 | США, Лас-Вегас        |                                                                       |
| Перемога  | 7-0    | Жуніор Дус Сантус     |                                | UFC 256                                   | 12 грудня 2020  | 2     | 2:34 | США, Лас-Вегас        |                                                                       |
| Перемога  | 6-0    | Танер Бозер           | Рішенням (одностайним)         | UFC Fight Night: Edgar vs. Korean Zombie  | 21 грудня 2019  | 3     | 5:00 | Пусан, Південна Корея |                                                                       |
| Перемога  | 5-0    | Дон Тел Мейс          | Підкорення (скручування п'яти) | UFC Fight Night: Maia vs. Askren          | 26 жовтня 2019  | 3     | 4:46 | Сінгапур              | Найпізніший сабмішен в історії важкої ваги UFC. Виступ вечора         |
| Перемога  | 4-0    | Рафаел Пессоа         |                                | UFC Fight Night: Шевченка vs. Carmouche 2 | 10 серпня 2019  | 1     | 4:12 | Уругвай, Монтевідео   |                                                                       |
| Перемога  | 3-0    | Роджерс Соуза         | Технічний нокаут (удари)       | TKO 48 Sousa vs. Gane                     | 24 травня 2019  | 1     | 4:26 | Канада, Квебек        | Захистив титул чемпіона TKO у важкій вазі.                            |
| Перемога  | 2-0    | Адам Дейчка           | Технічний нокаут (удари)       | TKO 44 Hunter vs. Barriault               | 21 вересня 2018 | 2     | 4:57 | Канада, Квебек        | Захистив титул чемпіона TKO у важкій вазі.                            |
| Перемога  | 1-0    | Боббі Салліван        |                                | TKO MMA TKO Fight Night 1                 | 2 серпня 2018   | 1     | 1:42 | Канада, Квебек        | Завоював титул чемпіона TKO у важкій вазі.                            |